# جزر القمر في الألعاب البارالمبية الصيفية 2012
تنافست جزر القمر في دورة الألعاب البارالمبية الصيفية 2012 في لندن بالمملكة المتحدة من 29 أغسطس إلى 9 سبتمبر 2012. وكان السباح حساني أحمدا ديجاي ممثلا لجزر القمر لكنه لم يتأهل للنهائيات. وقد تم تدريبه من قبل سليمان بكاري.

## السباحة
أقيمت مسابقة السباحة في دورة الألعاب البارالمبية 2012 في الفترة من 30 أغسطس إلى 8 سبتمبر 2012 في مركز لندن للرياضات المائية في لندن بالمملكة المتحدة. وتألفت المنافسة من 148 حدثًا عبر تصنيفات متعددة وسُبِحَت جميعها في مسبح طويل (50 مترًا). حيث شارك في الألعاب ما يصل إلى 600 سباح (340 من الذكور و260 من الإناث). وكانت مشاركة جزر القمر بسباح وحيد.
رجال
| الرياضيين        | حدث                 | حرارة | حرارة | أخير     | أخير     |
| الرياضيين        | حدث                 | وقت   | رتبة  | وقت      | رتبة     |
| ---------------- | ------------------- | ----- | ----- | -------- | -------- |
| حساني أحمدا دجاي | 50 متر سباحة حرة S9 | DSQ   | DSQ   | لم يتقدم | لم يتقدم |